# The Neighbourhood
The Neighbourhood (cunoscută și sub acronimul"THE NBHD") este o formație americană de rock alternativ. Formată în Newbury Park, California , în 2011, trupa este compusă din vocalistul Jesse Rutherford, chitaristii Jeremy Freedman și Zach Abels, basistul Mikey Margott, și bateristul Brandon Alexander Fried.
După lansarea primelor trei piese extinse (EP), "I'm Sorry...", "The Love Collection" și ”Thank You”,  The Neighbourhood a lansat primul lor album, I Love You,  prin intermediul Columbia Records.
În noiembrie 2014, au lansat o compilație intitulată "#000000 & #FFFFFF". Cel de-al doilea album Wiped Out! a fost lansat pe 30 octombrie 2015. In anul 2018 trupa a lansat 3 ep-uri (HARD , 2imagine si ever changing) si un album(The Neighbourhood), pe care , mai apoi, le-a unit, formand albumul( mixtape ul) Hard To Imagine  The Neighbourhood Ever Changing (21 de piese). Pe data de 25 septembrie 2020 s-a lansat al patrulea album, Chip Chrome & The Mono-Tones (11 piese).

## Istoria

### Formarea șiI love you.(2011-2013)
Membrii trupei au ales ortografia britanică a "neighbourhood" (”vecinătate”) la sfatul managerului lor,cu scopul de a se deosebi de o trupa deja folosind ortografia americană a cuvântului.
La începutul anului 2012, The Neighbourhood a lansat "Female Robbery" și "Sweater Weather". În mai 2012, trupa a lansat un EP intitulat I'm sorry.... EP-ul de debut a fost produs de Justyn Pilbrow.
În decembrie 2012, The Neighbourhood a lansat al doilea EP, intitulat Thank You. Acesta a inclus melodiile "let It Go" și "A Little Death".
I Love You. a fost lansat în 23 aprilie 2013 și a debutat pe locul 39 în top 200 albume. În 27 iunie 2013, au interpretat primul lor single, "Sweater Weather" la Jimmy Kimmel Live.
"Sweater Weather", a dominat topurile la începutul lunii iunie 2013, ajungând numărul 1 în topurile muzicii alternative și  top zece în Billboard Heatseekers.
Rolling Stone a debutat în premieră mondială, I Love You. în 16 aprilie, descriind albumul ca fiind "moody" și "de atmosferă".
Videoclipul pentru primul single oficial din albumul I Love You., "Sweater Weather", a fost lansat în 5 martie 2013. Trupa este cunoscută pentru imaginile alb-negru, așa cum se vede în muzica, videoclipurile și realizările lor artistice.
The Love Collection cuprinde trei melodii "West Coast", "No Grey" și "Sting". Fiecare dintre ele au fost lansate pe discuri de vinil mici(18 cm).

### MixtapeșiWiped Out!(2014)
În 16 ianuarie 2014, formația a dezvăluit prin intermediul mass-media  că bateristul Bryan Sammis părăsește trupa.
Albumul compilat intitulat #000000 & #FFFFFF (codurile HEX pentru culorile negru și alb) a fost lansat în 28 noiembrie 2014, cu o zi mai târziu, din cauză că editarea finală a lua mai mult decât era de așteptat. "#000000 & #FFFFFF" este găzduit de DJ Drama, dispunând de un amestec de hip-hop și rock, și colaborarea cu alți artiști precum YG, Dej Loaf, French Montana, Danny Brown, G-Eazy și alții.
În luna august 2015, trupa a anunțat viitoarea lansare a albumului Wiped Out! în 30 octombrie ce conține single-ul  R. I. P. 2 My Youth. Trupa a lansat mai târziu single-ul "The Beach" și "Prey", înainte de a elibera albumul întreg în 31 octombrie , 2015. Albumul include 11 piese: "A Moment of Silence", "Prey", "Cry Baby", "Wiped Out!", "The Beach", "Daddy Issues", "Baby Came Home 2/Valentines" ,"Greetings from Califournia", "Ferrari", "Single" și "R. I. P. 2 My Youth".

### Turnee și spectacole
The Neighbourhood a performat la Coachella 2013.
The Neighbourhood a interpretat piesa ”Afraid” la show-ul de la SXSW, sponsorizat de Live Nation în martie 2013.
În 23 aprilie, The Neighbourhood au anunțat turneul lor din vara anului 2013 intitulat The Love Collection Tour, împreună cu Lovelife, the 1975 și JMSN.
The Neighbourhood a performat ca o parte din KROQ Weenie Roast în 18 mai 2013.
În 30 mai 2013, au anunțat că vor merge în turneu cu Imagine Dragons , în iulie și septembrie 2013.
The Neighbourhood a avut două apariții în Estul Canadei în vara anului 2013. Au cântat în deschidere la Toronto Edgefest, în 31 iulie 2013, iar apoi,cu câteva zile mai târziu au performat la cel mai mare festival de muzica din Canada, Osheaga, în Montreal pe data de 4 august.
Printr-un retweet, vocalistul Jesse Rutherford a confirmat că trupa va cânta la un spectacol  SXSW în 12 martie 2014 la Palm Door. Spectacolul va fi sprijinit de Woman's Hour și RÁJ.
La sfârșitul lunii aprilie și mai 2014 The Neighbourhood a făcut un turneu european. Au performat în diferite locuri, inclusiv Paris, Lisabona, Liverpool, Londra, Brighton, Amsterdam, Moscova, Varșovia, turul terminându-se în 17 Mai în Cracovia, la Czyżynalia 2014.
În 22 iunie 2015, a fost anunțat că trupa va lua parte la un turneu din toamna anului 2015, numit ”The Flood Tour”, alături de alte două formații: Hunny și Bad Suns.
Formația se  va îmbarca într-un turneu în mai și iunie 2016 pentru a sprijini albumul Wiped Out! 

## Membri
Actual
- Jesse Rutherford – vocal
- Zachary Abels – chitara, chitara ritm
- Jeremy Freedman – chitara ritm, chitara, voce de fundal
- Michael Margott – chitara bass
- Brandon Fried – Tobe

În trecut

- Bryan "Olivver" Sammis – Tobe